# Национальный олимпийский и спортивный комитет Гвинеи
Национальный олимпийский и спортивный комитет Гвинеи (фр. Comité National Olympique et Sportif Guinéen) — организация, представляющая Гвинею в международном олимпийском движении. Основан в 1964 году; зарегистрирован в МОК в 1965 году.
Штаб-квартира расположена в Конакри. Является членом Международного олимпийского комитета, Ассоциации национальных олимпийских комитетов Африки и других международных спортивных организаций. Осуществляет деятельность по развитию спорта в Гвинее.